# Rotterdam on Wheels
De Rotterdam on Wheels is een sportevenement in Rotterdam voor skaters en handbikers. Dit is een prestatietocht over 42 km en 195 meter; een marathon. Start en finish is op de Coolsingel.
Bij de start ga je bij de Coolsingel omhoog, richting de Maasboulevard. Het evenement is massaal. Door de massaliteit van het evenement is de start van de wedstrijd redelijk zwaar, doordat er dan nog treintjes gevormd moeten worden. Bij de kruising draait men links de Maasboulevard op. Bij het Abram van Rijckevorselweg, vlak bij de A16 is het keerpunt. Dit rondje rijdt men 4 keer, om de volledige marathonafstand te kunnen rijden.
Vanwege de grootte van het evenement gebeuren er geregeld ongevallen.